# Jangsaengpo Whale Museum
Il Jangsaengpo Whale Museum è un museo di storia naturale ubicato a Nam-gu, Ulsan, Corea del Sud. 
È l'unico museo dedicato alle balene del Paese e mostra nel dettaglio la storia della caccia alla balena nella regione. La caccia alla balena è stata bandita dalla Corea del Sud nel 1986, ma gli strumenti impiegati per la caccia sono stati conservati e sono ora in mostra nel museo, insieme a reperti di storia naturale.